# Muriel Bowser
Muriel Elizabeth Bowser, més coneguda com a Muriel Bowser (2 d'agost de 1978, Washington DC) és una política nord-americana del Partit Demòcrata. Des de 2015 és l'alcaldessa del Districte de Columbia. És la segona dona que aconsegueix ser alcaldessa d'aquest districte (després de Sharon Pratt, que governà entre 1991 i 1995) i la primera en ser re-elegida en aquest càrrec. Entre 2007 i 2015 va ser membre del Consell del Districte de Columbia, on representava el districte 4. Durant les protestes de 2020 per part del moviment Black Lives Matter com a conseqüència de la mort de George Floyd, Bowser va cridar l'atenció de la premsa mundial per la seva oposició al desplegament de militars per part del President dels Estats Units, el republicà Donald Trump, i també per la creació de la Black Lives Matter Plaza, un carrer que es va reanomenar en honor dels protestants.

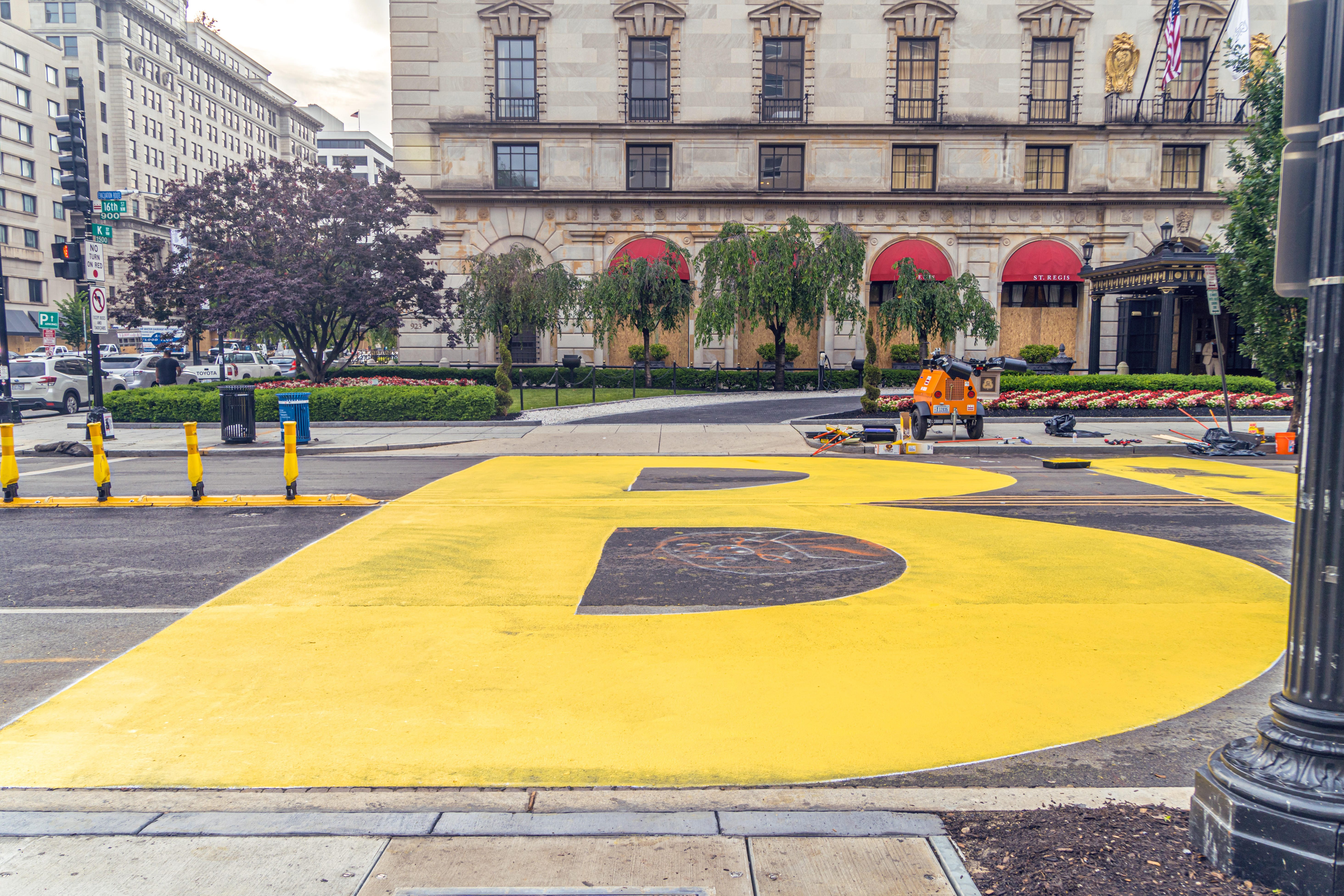
Part del mural amb la frase "Black Lives Matter = Defund The Police" (Les vides negres importen = Desfinancem la policia) pintat al carrer 16th Street NW de Washington DC durant el juny de 2020

## Biografia
Muriel Bowser és filla de Jowan Bowser, infermera, i Joe Bowser, responsable de manteniment d'escoles públiques de DC i activista. És la petita de sis germans. El 1990 Bowser es va graduar a Elizabeth Seton High School, una escola femenina privada catòlica de Bladensburg. Es va graduar en història al Chatham College de Pittsburgh (Pennsilvània) i va realitzar un master en política pública a la American University School of Public Affairs (Washington). Ha rebut doctorats honorífics de la Universitat de Catham i de la Universitat Trinity Washington. Va començar la seva carrera política el 2004, quan va concórrer sense oposició al Advisory Neighborhood Commission (ANC), guanyant amb un 97,77% dels vots. Representava una part del districte 4 (la 4B09). Va aconseguir la re-elecció el 2006, amb un 89,57% dels vots.